# نبرد الکس
نبرد الکس (انگلیسی: Alex Battle؛ زادهٔ ۲۳ ژانویهٔ ۱۹۹۹) بازیکن فوتبال است.
از باشگاه‌هایی که در آن بازی کرده‌است می‌توان به باشگاه فوتبال پلیموث آرگیل اشاره کرد.